# Què se n'ha fet, dels Morgan?
Què se n'ha fet, dels Morgan? (en anglés Did You Hear About the Morgans?) és una comèdia romàntica estrenada el 18 de desembre de 2009 als Estats Units i el 8 i 18 de gener de 2010 a Espanya i Mèxic, respectivament. Protagonitzada per Hugh Grant i Sarah Jessica Parker. Dirigida per Marc Lawrence. Ha estat doblada en català.

## Argument
Paul i Meryl Morgan (Hugh Grant i Sarah Jessica Parker) tenen unes vides que són gairebé perfectes, només hi ha un gran defecte, el seu matrimoni està a punt d'esfondrar-se. Però la confusió romàntica i els dubtes sobre la continuïtat del seu matrimoni en què estan sumits no és res comparat amb el que estan a punt de viure: acaben de ser testimonis d'un assassinat i es converteixen en l'objectiu d'un perillós assassí a sou.
El programa de protecció de testimonis de l'US Marshall els arrossega de la seva estimada Nova York a un minúscul poble de Wyoming, on seran acollits per un matrimoni d'allò més excèntric, Clay i Emma Wheeler (Sam Elliott i Mary Steenburgen), i la relació que estava a punt d'enfonsar-se sembla estar a la vora del naufragi definitiu a les planes de l'oest... tret que en la seva nova vida, lliure de BlackBerry, els Morgan puguin abaixar el ritme i revifar la passió.

## Repartiment
- Hugh Grant: Paul Morgan.
- Sarah Jessica Parker: Meryl Morgan.
- Sam Elliott: Clay Wheeler.
- Mary Steenburgen: Emma Wheeler.
- Seth Gilliam: U.S. Marshal Lasky

## Producció
Es va començar a rodar el 23 de març de 2009. Es va rodar a la ciutat de Nova York, Estats Units, i en diverses poblacions de l'estat de Nou Mèxic, com a Santa Fe o Pecos.

## Premis
Sarah Jessica Parker fou candidata per la seva interpretació al Premi Razzie a la pitjor actriu de 2010.

## Taquilla
Estrenada a 2.718 cinemes nord-americans va debutar en quarta posició amb 6 milions de dòlars, amb una mitjana per sala de 2.434 dòlars, per davant de Lluna nova i per darrere de The blind side: Un somni possible. Va recaptar als Estats Units 58 milions. Sumant les recaptacions internacionals la xifra ascendeix a 85 milions. El pressupost estimat invertit en la producció va ser de 58 milions.